# Castel Vittorio
Castel Vittorio – miejscowość i gmina we Włoszech, w regionie Liguria, w prowincji Imperia.
Według danych na rok 2004 gminę zamieszkuje 395 osób, gęstość zaludnienia wynosi 15,8 os./km².